# كريستيان كوينتيرو
كريستيان كوينتيرو (بالإسبانية: Cristian Quintero) هو سباح كولومبي، ولد في 14 أكتوبر 1992.

## وصلات خارجية
- كريستيان كوينتيرو على موقع الاتحاد الدولي للسباحة (الإنجليزية)
- كريستيان كوينتيرو على موقع SwimRankings.net (الإنجليزية)
- كريستيان كوينتيرو على موقع اللجنة الأولمبية الدولية (الإنجليزية)
- كريستيان كوينتيرو على موقع أوليمبيديا (الإنجليزية)